# Mojaviodes blanchardae
Mojaviodes blanchardae là một loài bướm đêm trong họ Crambidae.